# Excatedral de San Antonio (Guaratinguetá)
La excatedral de San Antonio (en portugués: Catedral de Santo Antônio de Guaratinguetá) fue la sede arzobispal de la arquidiócesis de Aparecida en Brasil. El título catedralicio fue transferido en noviembre de 2016, por decreto del papa Francisco, a la basílica de Nuestra Señora Aparecida. Es además el templo parroquial de Santo António de Guaratingueta, creado el 25 de febrero de 1651.
Es el monumento más antiguo de Guaratingueta. Comenzó en una capilla erigida con techo de paja, allá por 1630, donde creció alrededor de la ciudad. El edificio original sufrió numerosas reformas en 1701 y se amplió entre 1773 y 1780.
Esta catedral fue consagrada y celebró su primera misa en 1762 con São Frei Galvao, nacido en la ciudad.
Después de la reforma que tuvo lugar entre 1822 y 1847, llega a su configuración actual. La última elevación de la torre tuvo lugar en 1913.
Se convirtió en la sede episcopal de Aparecida en 1996, por decreto del cardenal-arzobispo Aloisio Lorscheider.